# Isachne hoi
Isachne hoi är en gräsart som beskrevs av Keng f. Isachne hoi ingår i släktet Isachne och familjen gräs. Inga underarter finns listade i Catalogue of Life.